# Fritzson
Fritzson ist ein nordgermanischer Name.

## Herkunft und Bedeutung
Der Name ist entweder ein Patronym oder ein patronymisch gebildeter Familienname und bedeutet Fritz’ Sohn.

## Namensträger
- Bjarni Fritzson (* 1980), isländischer Handballspieler
- Fritte Fritzson (* 1971), schwedischer Komiker
- Lena Fritzson (* 1958), schwedische Leichtathletin
- Ludvig Fritzson (* 1995), schwedischer Fußballspieler
- Per Fritzson (1922–2011), norwegischer Biochemiker
- Ulrica Fritzson (* 1968), schwedische Bischöfin